# Villeneuve-sous-Dammartin
Villeneuve-sous-Dammartin ist eine französische Gemeinde im Département Seine-et-Marne in der Île-de-France. Sie gehört zum Kanton Mitry-Mory (bis 2015 Kanton Dammartin-en-Goële) im Arrondissement Meaux. Sie grenzt im Nordwesten an Moussy-le-Vieux, im Nordosten an Longperrier und Dammartin-en-Goële, im Südosten an Thieux und im Südwesten an Le Mesnil-Amelot. Die Bewohner nennen sich Villeneuvois.

## Bevölkerungsentwicklung
| Jahr      | 1962 | 1968 | 1975 | 1982 | 1990 | 1999 | 2008 | 2013 |
| --------- | ---- | ---- | ---- | ---- | ---- | ---- | ---- | ---- |
| Einwohner | 310  | 299  | 298  | 277  | 413  | 534  | 614  | 646  |

## Sehenswürdigkeiten

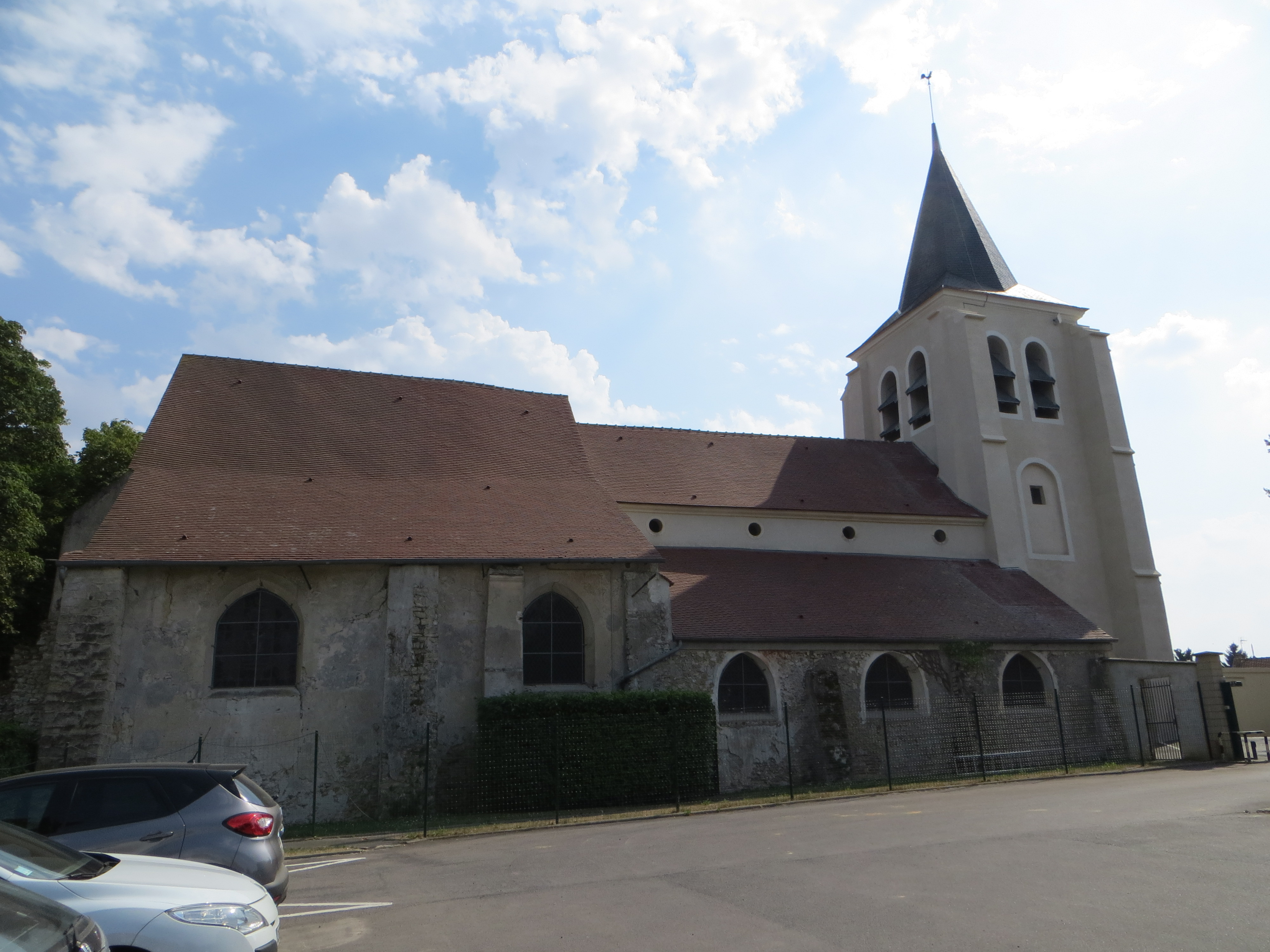
Kirche Saint-Pierre-Saint-Paul

- Kirche Saint-Pierre-Saint-Paul
- Taubenhaus